# Роузфилд, Стивен
Стивен Роузфилд (англ. Steven R. Rosefielde; род. 1942) — профессор компаративной экономики в университете Северной Каролины в Чапел-Хилл. Также является членом Российской академии естественных наук.

## Обзоры и цитирования
Работы Роузфилда рассматривались в научных изданиях, в том числе «Красный Холокост» (англ. Red Holocaust) была рассмотрено в Scandinavian Economic History Review (том 59, выпуск 3). «Россия после 1980 года: Борьба с вестернизацией» (англ. Russia since 1980: Wrestling with Westernization) — в History: Reviews of New Books (том 38, выпуск 4) . Более 70 цитирований имеет его работа «Измерение эффективности предприятия в Советском Союзе: стохастический граничный анализ» (англ. Measuring enterprise efficiency in the Soviet Union: A stochastic frontier analysis).

## Избранные работы
- «Russia since 1980: Wrestling with Westernization» вместе со Стефаном Хедлундом, Cambridge University Press, 2009
- «Red Holocaust», Routledge, 2009
- «Economic Welfare and the Economics of Soviet Socialism: Essays in Honor of Abram Bergson», Cambridge University Press, 2008
- «The Russian Economy: From Lenin to Putin», Wiley-Blackwell, 2007
- «Masters of Illusion: American Leadership In The Media Age», Cambridge University Press, 2006
- «Comparative Economic Systems: Culture, Wealth, and Power in the 21st Century», Wiley-Blackwell, 2002, 2005, 2008
- «Russia in the 21st Century: The Prodigal Superpower», Cambridge University Press, 2004
- «Efficiency and russia’s Economic Recovery Potential to the Year 2000 and Beyond», ed., Ashgate Publishing, 1998
- «Documented Homicides and Excess Deaths: New Insights into the Scale of Killing in the USSR during the 1930s.» (PDF file) «Коммунистический and Post-Коммунистический Studies», Vol. 30, № 3, pp. 321—333. University of California, 1997.
- False-Science: Underestimating the Soviet Arms Buildup. An Appraisal of the CIA's Direct Costing Effort, 1960—1985", 1988
- «World Communism at the Crossroads: Military Ascendancy, Political Economy, and Human Welfare», 1980
- «Soviet International Trade in Heckscher-Ohlin Perspective: An Input-Output Study», 1973